# Cambiaso (cognome)
Cambiaso è un cognome di lingua italiana.

## Varianti
Cambiasi.

## Origine e diffusione
Cognome tipicamente ligure, è presente anche in Piemonte.
Potrebbe derivare dal toponimo Cambiaso. Presenta lo stesso etimo dei cognomi Cambiaghi, Cambiano e Cambi.
La variante Cambiasi copre il medesimo areale.

## Persone
- Lazzaro Negrotto Cambiaso – politico italiano
- Luca Cambiaso – pittore italiano
- Luigi Cambiaso – ginnasta italiano
- Michelangelo Cambiaso – politico genovese
- Giovanni Battista Cambiaso – politico genovese
- Giovanni Cambiaso – pittore italiano
- Orazio Cambiaso – pittore italiano
- Pierino Negrotto Cambiaso – politico italiano
- Andrea Cambiaso – calciatore italiano